# Mésorégion de Marília
 (février 2025).
Si vous disposez d'ouvrages ou d'articles de référence ou si vous connaissez des sites web de qualité traitant du thème abordé ici, merci de compléter l'article en donnant les références utiles à sa vérifiabilité et en les liant à la section « Notes et références ».
La région de Marília est l'une des 15 mésorégions de l'État de São Paulo. Elle regroupe 20 municipalités groupées en 2 microrégions.

## Données
La région compte 451 655 habitants pour 7 170 km2.

## Microrégions[1]
La mésorégion de Marília est subdivisée en 2 microrégions :
- Marília
- Tupã